# Kutno (district)
Kutno (powiat kutnowski) is een district (powiat) in de Poolse woiwodschap Łódź. Het district heeft een oppervlakte van 886,29 km² en telt 99.967 inwoners (2014).
Stadsdistricten:
Łódź · Piotrków Trybunalski · Skierniewice

Districten:
Bełchatów · Brzeziny · Kutno · Łask · Łęczyca · Łowicz · Łódź Oost · Opoczno · Pabianice · Pajęczno · Piotrków · Poddębice · Radomsko · Rawa · Sieradz · Skierniewice · Tomaszów Mazowiecki · Wieluń · Wieruszów · Zduńska Wola · Zgierz